# 文明帝國：超越地球
《文明帝國：超越地球》是一款由Firaxis Games开发的回合策略游戏，由2K Games發行，是文明系列的第6部作品（但並非文明6，屬於外傳系列）。游戏对应Microsoft Windows、Mac OS X及Linux平台，Windows PC版於2014年10月24日發行。而OS X及Linux版則於2014年11月26日及12月18日分別發行。
《文明帝國：超越地球》是《半人马座阿尔法星》的精神續作。對比其他文明系列的遊戲，本作的設定頗為獨特。其背景設定於未來，隨著地球因為一次被稱為「巨大錯誤」的未描述的災難而變得不適居住，人類需要進行太空旅行並在外行星創建殖民地。玩家將前往宇宙探索，初始為一個外星球，豐饒，天空城，真菌為三種世界類型，城市可以建立到外星和前哨站。

## 遊戲概況
《文明帝國：超越地球》的構想及其玩法都是源自前作《文明帝國V》，而且地圖仍然使用著六角形地圖。聯合首席設計師大衛·麥克唐納（David McDonough）表示《文明帝國：超越地球》及其前作《文明帝國V》的關係非常親密，兩者給予玩家的遊玩體驗非常類似，例如是城市、城市的基礎發展、不同的領導者、時間的推移、回合制度、建築改造及技術等的理念。
有別於以往作品，本作在不同的部分都作出了重大的改變。在以往的作品，玩家需要選擇一位歷史人物作為其文明的領導者，而這些歷史人物均基於歷史數據而前設了其個人性格。但於本作中，玩家能於遊戲開始前選擇以哪一支贊助商成為自己的探險隊、用什麼類型的太空船前往外星球、及帶誰人及什麼物資前往新世界，這使玩家能客制化自己的文明。此外，早期的決策對遊戲有一個顯著的影響。在以往作品中出現的線性科技樹，將於本作中被變更為「高科技網絡」，並強制玩家只能在每次選擇其中一個方向。而且遊戲是不允許文明之間作出科技交易（雖然技術仍可被他人盜去），因此令玩家幾乎不可能在遊戲中解鎖所有科技。
傾向性是人類進步史上的一個極為重要及用途廣泛的哲學思想，因其能夠使玩家的科技得以進步及解鎖獨特的單位。傾向性有三種，分別是和諧、至高和純正，而且玩家能以不同的傾向性組合方式結束遊戲。和諧傾向性旨在理解和融合星球的外星生態，能通過基因改造使殖民者更為適應外星生態環境，及能馴服野生的外星動物；至高傾向性傾向相信先進科技，會利用高效率的單位互相扶助；純正傾向性則像孤立主義，以興建威力強大的防禦設施及試圖將行星地球化為主要目的。每種傾向性都可開啟某些潛在的勝利條件，一旦完全解鎖便能獲得勝利。

## 開發
《文明帝國：超越地球》在2014年4月12日由Firaxis Games於波士頓舉辦的PAX活動中公佈。
LORE是一款被用於前作《文明帝國V》及本作的圖形引擎。有別於OpenGL及直至版本11前的Direct3D，LORE引擎採用了在Mantle、Direct3D 12及Vulkan上實施的低CPU管理負擔。雖然Firaxis正式表示遊戲支援Mantle，但卻沒有公佈遊戲同樣支援Direct3D 12或Vulkan。
在設計「高科技網絡」時，遊戲開發團隊先從維基百科閱讀有關另一款遊戲「半人馬座阿爾法星」的文章，及閱讀在文章中被列作布賴恩·雷諾茲（Brian Reynolds）（半人马座阿尔法星的設計師）視為靈感來源的書籍。遊戲內所發生的事件的時間被設成距離現今大約200至300年，而且開發團隊亦使用現代空間科學，例如參考SpaceX的發射及紀錄片《宇宙時空之旅》的不同集數，以培養他們對遊戲的未來的願景。
2014年8月，Firaxis Games及其母公司Take-Two Interactive在沒有警告的情況下，將澳洲零售版和數位版的價錢從$49.95美元調整至$89.95美元，使這兩間公司在同月於遊戲社區中飽受非議。其後有眾多遊戲刊物及消費者批評兩間公司的這種舉動，並指價錢調整與澳洲的稅項有關。
2015年初，Firaxis宣布開發新作《席德·梅爾的星際戰艦（Sid Meier's Starships）》，並將背景設定為《文明帝國：超越地球》的數百年後，讓玩家指揮星際艦隊在不同星系航行並爭奪它們的支持。此遊戲於2015年3月發行，並能交叉連接至《文明帝國：超越地球》。

## 潮起

資料片《潮起》封面

《潮起》為本作的首張資料片，於2015年3月28日由Firaxis Games宣佈，並於同年10月9日發行。顧名思義，《潮起》帶來了全新的海洋遊戲機制，同時亦大幅度改善了原有的系統。《潮起》令玩家能於海洋格上建造城市及不同的改良設施，而且海上城市能移動至鄰近一格的位置。此外，外交系統亦有重要變化。《潮起》的監製安德魯·弗雷德里克森（Andrew Frederiksen）表示在資料片中外交系統並非只新增了數個新按鈕或選項，而簡直是在代碼級別上重寫了遊戲的外交系統。在《潮起》中，每個文明都能選擇最多四個的人格特質，而除了第一個「特質」是依照所選文明決定外，其餘三個「政治」、「國內」、「軍事」特質則可以透過本次資料片新增的資源「外交資本」來購買並升級。

## 評價
本作獲得普遍好評，遊戲評論網站GameRankings和Metacritic分別給予本作80％與81/100的評價。
Game Informer成員丹尼爾·特克（Daniel Tack）給予遊戲9/10分，讚揚遊戲內新的傾向性系統影響玩家如何處理在新星球上遇見的外星生命以及人類的未來。另外，他還讚揚遊戲的音效有趣，諮詢指導全面及具有高度的重玩價值。
Destructoid成員達倫·中村（Darren Nakamura）給予遊戲9/10分，讚揚遊戲的獎勵玩法、豐富多彩的視覺效果、各種全新及有影響力的功能，例如軌道層、傾向性系統、經大幅修改的科技系統及適當且宏偉的配樂。他還指出本作相比起以往的作品更強烈地強調遊戲中的故事。
GameTrailers成員本·摩爾（Ben Moore）給予遊戲8.7/10分，讚揚遊戲的「高科技網絡」並形容此為本作中最大及最好的新系統，更認為本作的多人遊戲方面會大大改變遊戲的基調及使其難以預測。但是，他批評外交及AI过于死板。
PC Gamer成員羅斯·皮茨（Russ Pitts）給予遊戲87/100分，讚揚遊戲內AI的反應性、大量及各式各樣的外星生命及軌道層設計，並指出軌道層是一個有趣的和引人入勝的戰術元素。可是，他批評遊戲与前作《文明帝國V》過於相似，游戏令人偶爾混亂，完結任務虎頭蛇尾。他总结道本作在文明系列的傳統和機制浸淫下是成功的，但在一些令人意想不到的方式中仍然使人驚訝。
Game Revolution成員尼克·譚（Nick Tan）讚揚遊戲內有著強烈的背景設定，但補充道部分《文明帝國V》的問題都沒有得到妥善解決，例如與其他文明進行有限的外交和貿易。他还指出游戏缺乏部分指標。
The Daily Dot成員丹尼斯·斯薇佳（Dennis Scimeca）給予遊戲4.5/5分，讚揚遊戲維持了文明系列的大背景的連貫性。此外，他認為傾向性系統是多餘的，而且科技樹的新佈局未能使科研成果更為顯著及與以往的文明系列遊戲分隔。
GamesRadar成員大衛·羅伯茨（David Roberts）給予遊戲8/10分，稱讚熟悉的文明遊戲玩法、獎勵任務和傾向性系統，這改變了玩家如何對待全新的外星資源，但也批評了遊戲与系列前作過於相似，以及遊戲後期比開局時較為沒趣。另外，他還指出新接觸此系列的玩家會認為本作極其複雜。
GameSpot成員尼克·卡波佐利（Nick Capozzoli）給予遊戲7/10分，稱讚傾向性系統及任務能為玩家的文明發展帶來一段故事。但是，他批評遊戲玩法不平衡和不具挑戰性，而且文化系統的削減會導致玩家過分注重軍事征服。
Giant Bomb成員亞歷斯·納瓦羅（Alex Navarro）給予遊戲3/5分，批評遊戲中的選項毫無意義及無關緊要，對勝出比賽可謂沒有任何顯著的影響。此外，他指出遊戲內的AI甚為被動，遊戲機制很少有效，缺乏個性，遊戲缺乏改革无法超越前作，並在用戶界面、速度及視覺設計上與《文明帝國V》極為相似。最後在總結評論時指出本作給人一種不完整的感覺，相比部分依據《文明帝國V》的公式進行的改變，本作好像倒退了一樣。

## 外部連結
官方网站（英文）